# Cimetière juif d'Helsinki
Le cimetière juif d'Helsinki (en finnois : Helsingin juutalainen hautausmaa)  est un cimetière à Lapinlahti dans le quartier de Länsisatama à Helsinki en Finlande.

## Présentation
Le cimetière a été fondé en 1895 et la chapelle conçue par Karl Ruben Lindgrén (fi) a été construite dans les années 1940.
le cimetière juif d'Helsinki est situé à côté du cimetière orthodoxe d'Helsinki (fi), du cimetière de la Garde finlandaise et du cimetière musulman d'Helsinki (fi), 
Le cimetière juif actuel a été précédé d'un petit cimetière dit ancien cimetière juif fondé dans les années 1840, qui subsiste encore entre le cimetière de la Garde finlandaise et le cimetière musulman. 
L'adresse du cimetière est Tuonelankuja 5,. 
Le cimetière est toujours fermé le samedi et pendant les fêtes juives.
Le cimetière est ouvert de septembre à avril du lundi au jeudi et le dimanche de 9h00 à 16h00 et le vendredi de 9h00 à 14h00. De mai à août du lundi au jeudi et le dimanche de 9h00 à 21h00 et le vendredi de 9h00 à 18h00.
Les hommes doivent porter un chapeau ou une kippa dans le cimetière.
Dans le cimetière se trouve la tombe du soldat juif inconnu, où sont enterrées treize personnes tombées pendant la guerre d'Hiver et la guerre de Continuation en 1939-1944. 
Les noms de six disparus sont inscrits sur la pierre commémorative.
La statue aux héros In memoriam 1939-1944, conçue par Sam Vanni et Leo Engel, a été érigée en 1953. En outre, le cimetière possède un carré d'anciens combattants, où se trouve une pierre commémorative acquise par l'Association finlandaise des anciens combattants juifs et dévoilée en 2002.
D'autres cimetières juifs qui ne sont plus utilisés se trouvent à Hamina, Hämeenlinna, Vaasa et à Åland.

## Personnalités inhumées
Les personnalités enterrées au cimetière sont:
- Scholem Bolotowsky (fi), ingénieur
- Ruben Jaari (fi), conseiller commercial[4]
- Santeri Jacobsson, gérant de magasin de Lauritsala
- Max Jakobson, ministre et diplomate[5]
- Louis Laber, Metteur en scène de l'opéra national de Finlande[6]
- Dave Liebkind (fi), Journaliste et homme d'affaires
- David Morduch (fi), PDG et homme d'affaires
- Harry Orvomaa (fi), influenceur musical
- Simon Parmet, compositeur et chef d'orchestre[4]
- Elis Sella (fi), acteur et chanteur
- Hanna Taini (fi), acteur
- Sam Vanni, peintre, académicien[4]

## Galerie

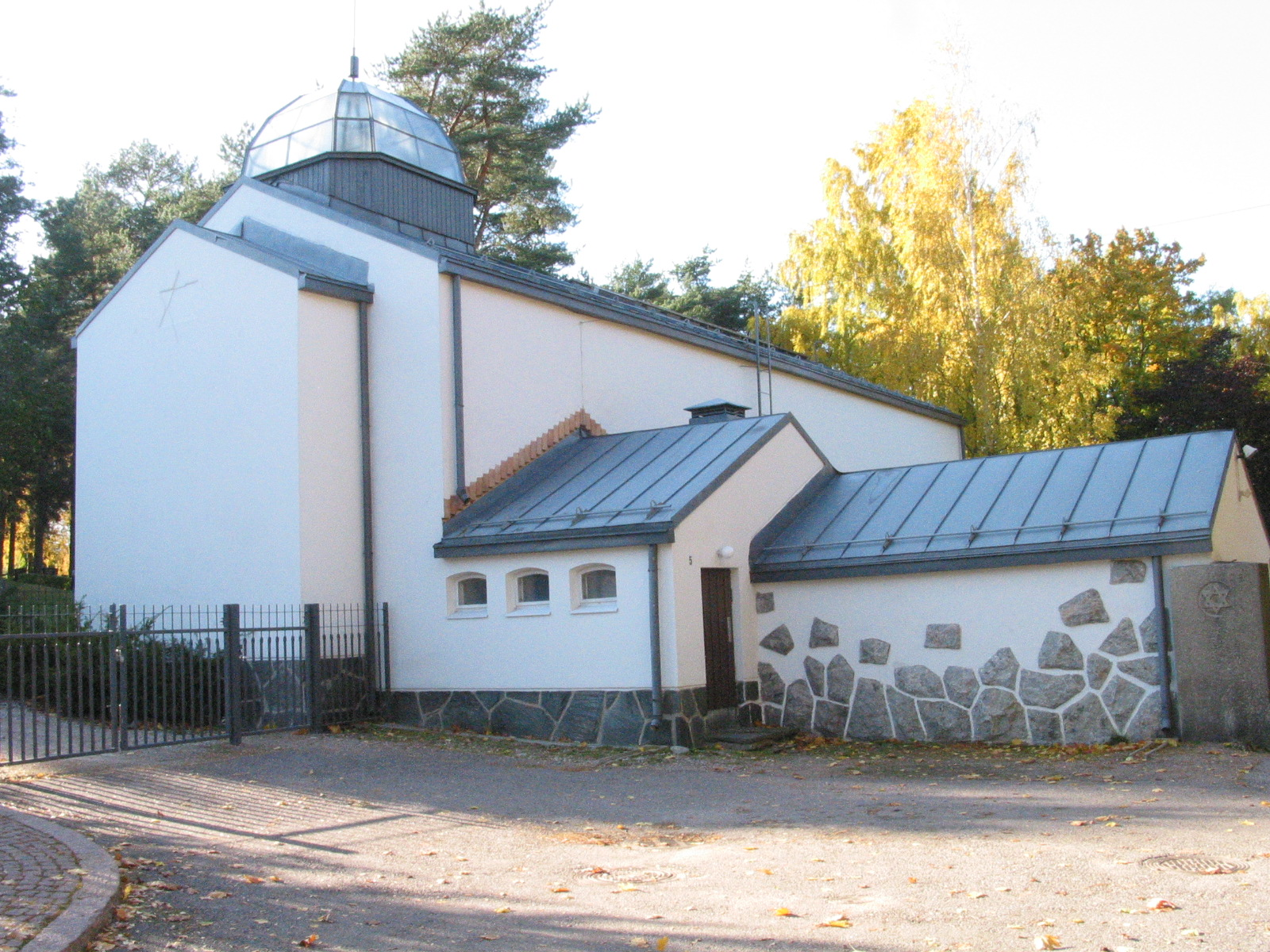
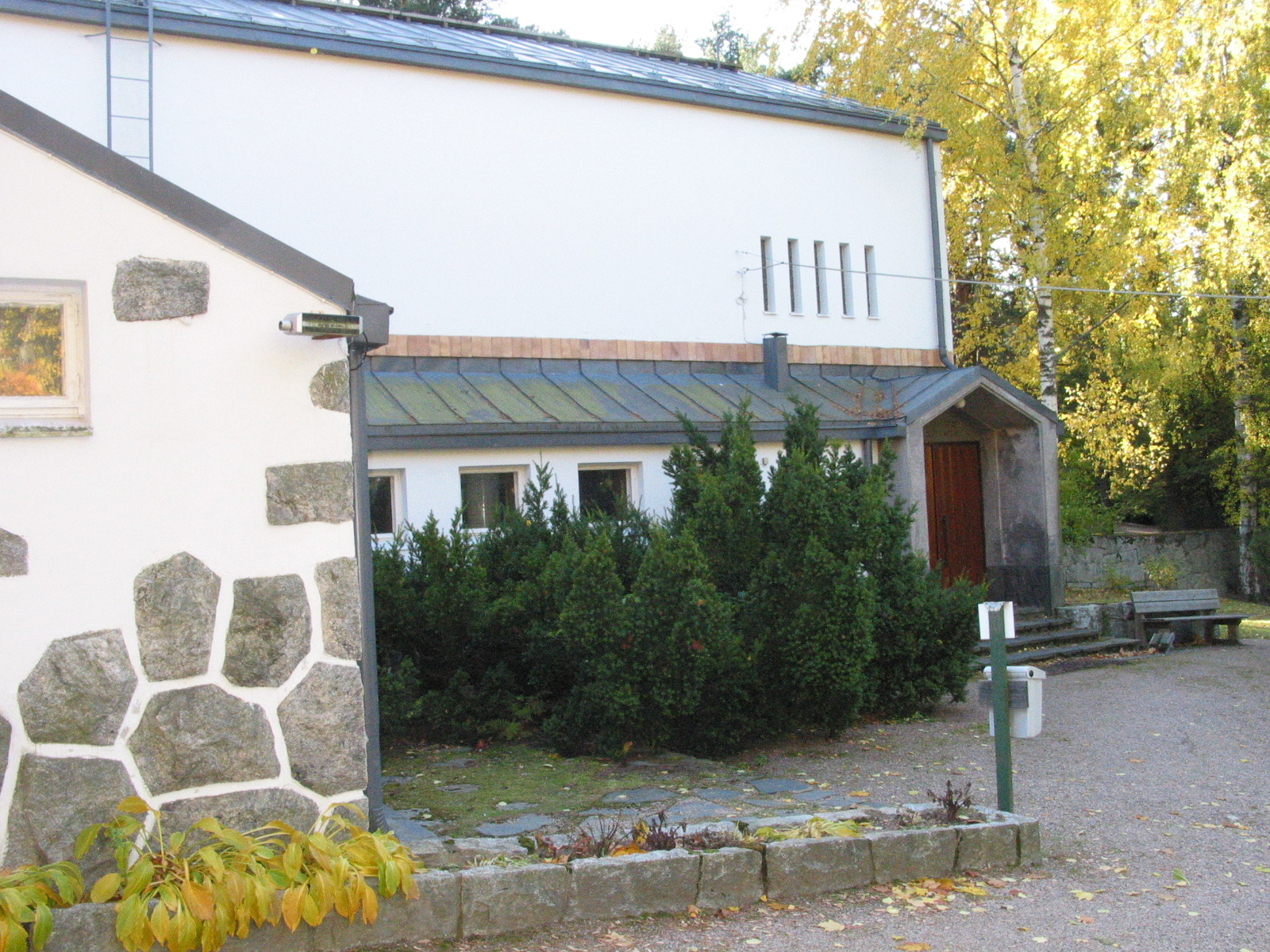
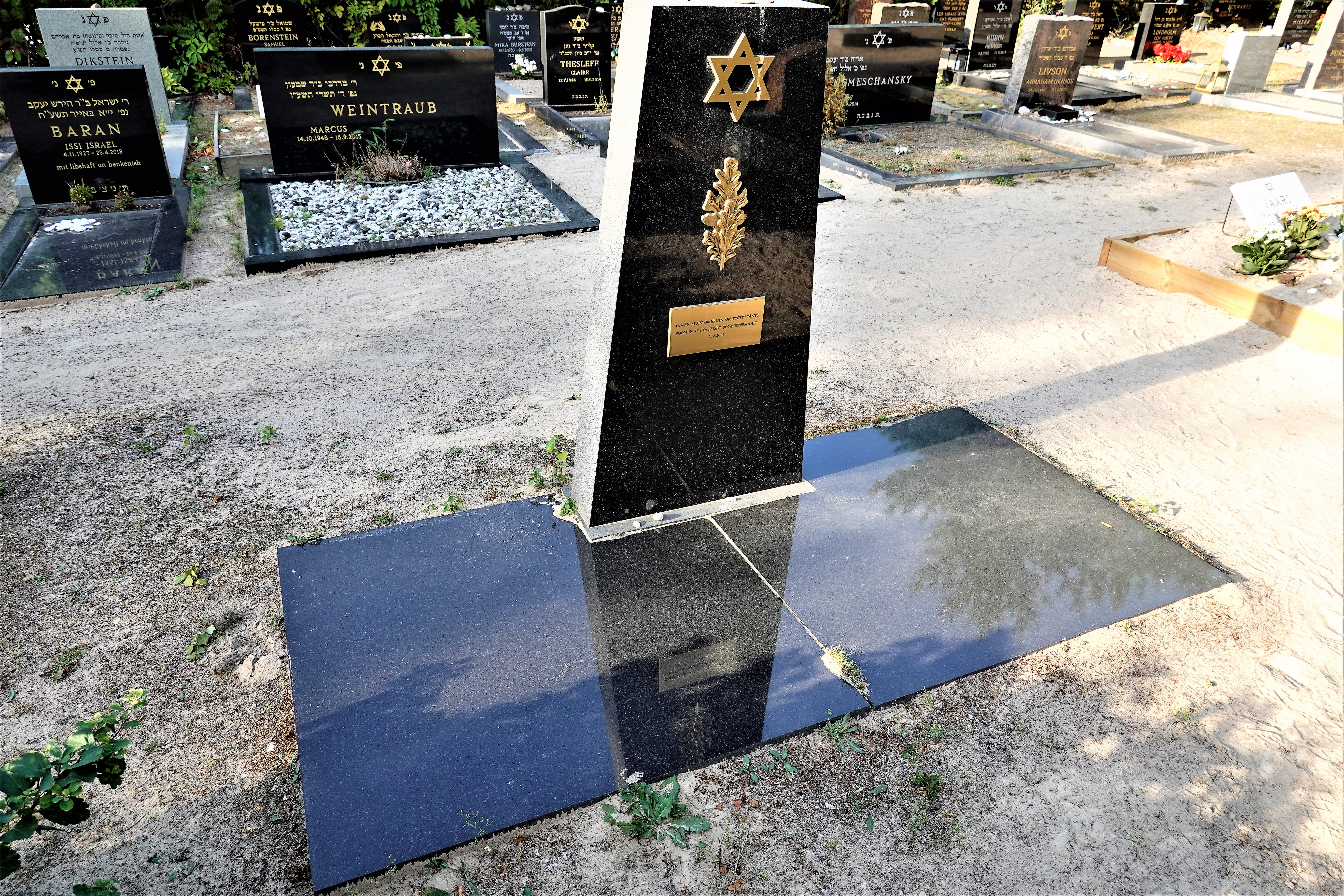